# Stäppens generalguvernement
Stäppens generalguvernement var ett generalguvernement i ryska Centralasien,
Det bildades ursprungligen 1883 genom förening av provinserna Akmolinsk,
Semipalatinsk och Semirjetjensk, men sedan flera gånger förändradt. Så avskildes
1899 Semirjetjensk; sedermera tillades andra områden, så att det till slut omfattade provinsen Akmolinsk,
Semipalatinsk, Turgai och Uralsk, inalles 1 789 320
km² med 4 017 200 invånare (1915). Huvudstad var Omsk. 